# Diga di Levane
La diga di Levane, assieme alla diga della Penna poco più a monte, fanno parte del locale sistema produttivo idroelettrico di Enel Green Power, formano dei bacini lacustri lungo il primo tratto del fiume Arno . Entrambe le dighe sono situate in provincia di Arezzo, nei comuni di Montevarchi (presso la frazione di Levane) e di Pergine Valdarno. Svolgone anche una funzione di laminazione delle piene per la città di Firenze.
È a partire dalla diga di Levane che il corso dell'Arno passa dalla piana di Arezzo al Valdarno Superiore.
Entrambe le dighe sono state costruite alla fine degli anni '50, a breve distanza l'una dall'altra al fine di produrre energia sfruttando il moto delle acque del fiume e anche per costituire un bacino utile alle irrigazioni dei comuni valdarnesi e per rifornire parte dell'acquedotto che arriva fino a Firenze: infatti tali dighe sbarrano il corso dell'Arno a circa cinquanta chilometri da Firenze. La creazione di questo sistema di dighe ha fatto sì che le piene invernali (nel Valdarno Superiore e a Firenze) siano sensibilmente ridotte.
La diga di Levane, nel cui invaso sono presenti circa 3 milioni di metri cubi di acqua, determina, come già anticipato, un ristagno delle acque fluviali poiché queste superano il livello fluviale naturale e dunque dalla fine degli anni '50 la risalita delle acque lacustri nella valle dell'Ascione e nelle profonde gole della Valle dell'Inferno ha determinato l'origine di estesi ambienti palustri.
La realizzazione di tale sistema di dighe ha creato una zona naturalistica di notevole importanza sebbene artificialmente: si è venuto a ricreare un ambiente acquitrinoso che è attualmente rifugio di numerose specie faunistiche; oggi tale area gode della protezione della "Riserva Naturale della Valle dell'Inferno e Bandella", che si estende su un tratto discreto del fiume Arno (all'incirca dalla località Ponte Romito fino alla diga di Levane). Questo bacino viene a volte chiamato anche lago di Levane.